# Teillet-Argenty
Teillet-Argenty è un comune francese di 541 abitanti situato nel dipartimento dell'Allier della regione dell'Alvernia-Rodano-Alpi.

## Società

### Evoluzione demografica
Abitanti censiti